# دیوید گریگوری (ریاضی‌دان)
دیوید گریگوری (انگلیسی: David Gregory (mathematician)؛ ?۱۶۵۹ – ۱۰ اکتبر ۱۷۰۸) یک دانشمند در زمینه ریاضیات و اخترشناسی اهل بریتانیا بود.

## منابع

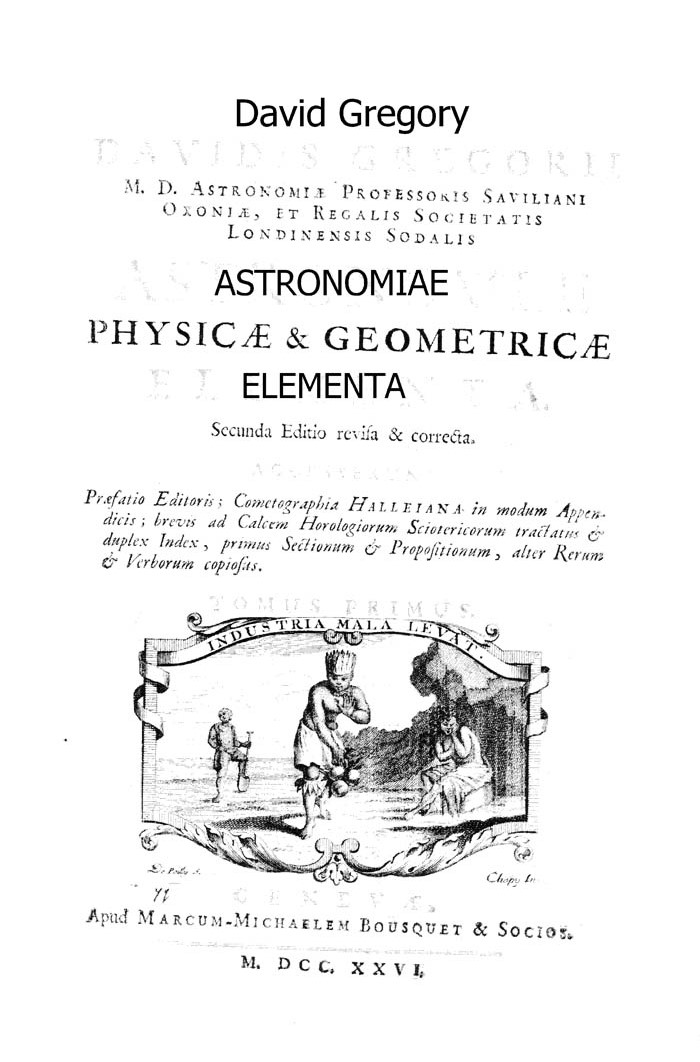
Astronomiae physicae et geometricae elementa, 1726